# Dima Halam Daoga
Die Dima Halam Daoga (DHD) war eine separatistische Organisation in Indien, die für die Angehörigen des in den gebirgigen Regionen Assams siedelnden Dimasa-Volkes einen eigenen Bundesstaat „Dimaraji“, benannt nach einem antiken Königreich, errichten wollte.

## Geschichte

Lage der Cachar Hills, Gebiet der Hauptaktivität

Die DHD ist eine Nachfolgeorganisation der Dimasa National Security Force (DNSF), die 1995 kapitulierte. Gegründet wurde sie 1996 ebenfalls von Mihir Barman (alias Jewel Garlossa). Anfangs wurde mit der NSCN(IM) kooperiert. Neben dem bewaffneten Kampf für nationalistische Ziele, startete man auch Kampagnen gegen Alkoholkonsum und den Gebrauch von Gift zum Fischen in den Flüssen. Im Distrikt North Cachar Hills (NCH) kam es auch immer wieder zu Zusammenstößen mit Kämpfern der Hmar People’s Convention (Democracy), die für ihr Volk, das in derselben Region lebt, ähnliche Ziele verfolgen. Der DHD-Führer Naklai Dimasa wurde am 28. Oktober 2008 von Black-Widow-Kämpfern erschossen.
Die Finanzierung erfolgte größtenteils durch Schutzgelderpressung (hauptsächlich von Teeplantagen) und Lösegelder. Besonders häufig waren Angriffe auf Sicherheitskräfte aus dem Hinterhalt. Sonst zeugten die Aktivitäten hauptsächlich von krimineller Energie. Ein Teil der Gruppe erklärte am 23. Dezember 2003 einen einseitigen Waffenstillstand. Geführt wird diese Fraktion (DHD(N)) von Pranab Nunisa ("president") und Dilip Nunisa ("chairman"), die Garlossa am 24. Juni 2004 stürzten. Etwa 500 Kader haben sich in Lagern gesammelt, wo sie eine Unterstützung von monatlich 2000 Rs. und Ausbildung erhielten. Sie begannen am 10. August 2009 ihre Waffen endgültig abzugeben.
Das gewaltbereite Element der Organisation spaltete sich Ende 2003 als Black Widow (BW; auch DHD(J) genannt) ab, die in den Distrikten Karbi Anglong, Nagaon und besonders North Cachar Hills, bis Sommer 2009 aktiv war und als deren Chef Jewel Garlossa bis zu seiner Verhaftung im Juni 2009 fungierte.